# Isaak Alexander
Isaak Alexander, auch Isaak Israel (geboren am 17. August 1722 in Regensburg; gestorben 1802 ebenda) war ein deutscher Rabbiner und Philosoph der Aufklärung.

## Leben
Alexander war bereits seit seinem 13. Lebensjahr als Lehrer in Regensburg tätig. Er studierte in Heidelberg und erhielt 1753 eine Stelle bei der jüdischen Gemeinde in Regensburg, für die er zunächst als Lehrer, später als Vorsänger und Schächter tätig war. 1765 erwarb er an der Talmudhochschule in Fürth den Titel eines Morenu und wurde im Dezember des gleichen Jahres der erste Rabbiner der Regensburger Gemeinde seit der Vertreibung 1519. Dieses Amt hatte er bis zu seinem Tod inne. Daneben unterrichtete er christliche Gelehrte in Hebräisch und war als Übersetzer tätig.
Alexander war spätestens seit 1765 verheiratet; seine rund sieben Jahre jüngere Frau wird im Zensus von 1804 als Rabbinerswitwe Alexandrin bzw. Brentelin in Regensburg erwähnt.

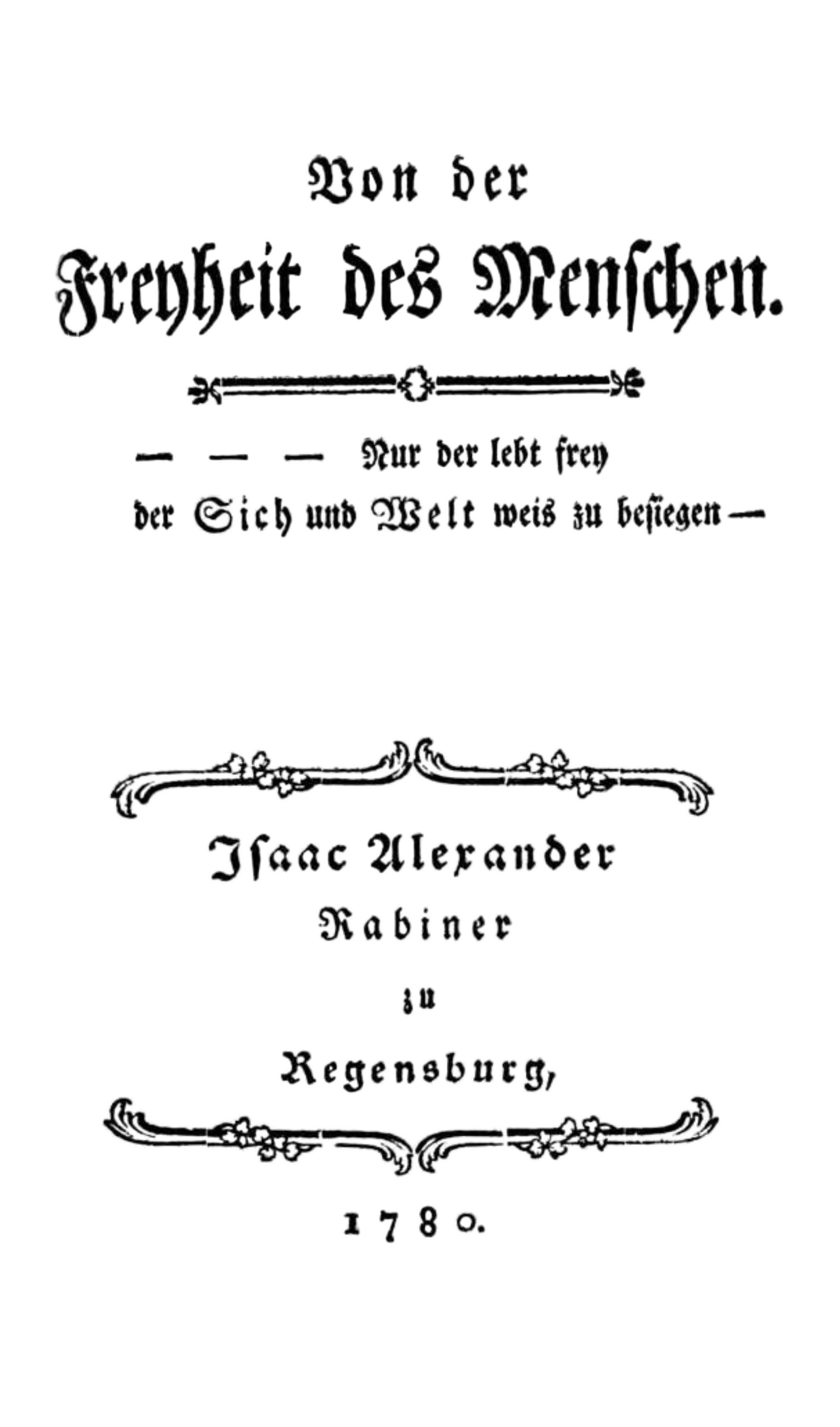
Erste Ausgabe von Alexanders „Von der Freiheit des Menschen“

Durch seine hohe Bildung erwarb sich Alexander auch in Kreisen der christlichen Mehrheitsgesellschaft große Anerkennung, was wesentlich zur Akzeptanz der jungen jüdischen Gemeinde in Regensburg beitrug. Als Verfechter einer weitgehenden Assimilation publizierte er noch vor Moses Mendelssohn seine philosophischen und religiösen Schriften, die sich in erster Linie an eine jüdische Leserschaft richteten, in deutscher Sprache. Er sah keinen grundsätzlichen Widerspruch zwischen jüdischer Religion und den Gedanken der Aufklärung. In mehreren Abhandlungen entwickelte er seinen Begriff von Freiheit als Autonomie gegenüber triebhaften Impulsen und Leidenschaften; wahre Freiheit des Geistes ist demnach die Wahl des Guten aus freier Entschließung.
In der durch Christian Wilhelm von Dohms Schrift Über die bürgerliche Verbesserung der Juden ausgelösten Diskussion setzte er sich dafür ein, die Macht der orthodoxen Rabbiner zurückzudrängen, die er für die Rückständigkeit der jüdischen Bevölkerung mitverantwortlich machte. Die spezifisch jüdische Berufsstruktur mit ihrer erzwungenen Fokussierung auf Händlerberufe beurteilte er wesentlich negativer als Mendelssohn und unterstützte Dohms Forderung, den Juden alle Berufe zu öffnen. Im Gegensatz zu Mendelssohns skeptischer Beurteilung der kaiserlichen Toleranzedikte lobte Alexander diese in den höchsten Tönen und verglich sie mit den Wohltaten des biblischen Königs Salomo.

## Werke
- Von dem Daseyn Gottes die selbst redende Vernunft. Zunkel, Regensburg 1775 (reader.digitale-sammlungen.de [abgerufen am 4. Januar 2015]).
- Wahrheiten zur göttlichen Weisheit. 1779 (reader.digitale-sammlungen.de [abgerufen am 4. Januar 2015]).
- Abhandlung von der Freyheit des Menschen. Montag, Regensburg 1789 (reader.digitale-sammlungen.de [abgerufen am 4. Januar 2015]).
- Salomo und Joseph II. Von Baumeister, Wien 1782 (reader.digitale-sammlungen.de [abgerufen am 4. Januar 2015]).